# Svend Mikkelsens fotoreportage fra Fjerritslev
|  | Denne artikel er oprettet af botten Steenthbot ud fra en ekstern database. Den kan derfor have sproglige fejl eller mangler. Denne skabelon kan fjernes efter kontrol af indholdet. |

Svend Mikkelsens fotoreportage fra Fjerritslev er en dansk dokumentarisk optagelse fra 1940.

## Handling
Hverdagslivet i Fjerritslev by og omegn i 1940. Blandt andet ses forretningerne på hovedgaden, de næringsdrivende som for eksempel skomageren, cykelhandleren og barberen samt byens borgere, store som små. Derudover optagelser af Fjerritslev Skole, en udflugt til 'forevisningsmarken' og Fjerritslev Dyrskue 1940.